# ROKS Jung Woon
Le ROKS Jung Woon (SS-067) est un sous-marin de la marine de la république de Corée. Sixième navire de la classe Chang Bogo, il est l’un des sous-marins de cette classe à être construit en Corée du Sud.

## Conception
À la fin des années 1980, la marine sud-coréenne a commencé à améliorer sa capacité globale et a commencé à exploiter des navires de technologie plus avancée. La Corée du Sud a acheté ses premiers sous-marins, la classe allemande Type 209 dans sa sous-variante 1200, commandée sous le nom de classe Chang Bogo. Ces bateaux sont globalement similaires aux six sous-marins turcs de la classe Atilay, avec des capteurs et des armes allemands
La première commande passée à la fin de 1987 portait sur trois bateaux, l’un devant être achevé en Allemagne et les deux autres en Corée du Sud à partir de kits fournis par l’Allemagne. Il s’est ensuivi deux autres commandes de trois bateaux chacune, passées en octobre 1989 et janvier 1994, pour des bateaux de construction sud-coréenne. Les bateaux ont été mis en service de 1993 à 2001.
Les bateaux plus anciens ont été améliorés. On pense que la modernisation comprenait un tronçon de coque supplémentaire pour porter celle-ci à la longueur du Type 1400, la fourniture de missiles Harpoon lancés par tube lance-torpilles et l’ajout d’un sonar à réseau remorqué.

## Carrière
Le ROKS Jung Woon a été construit par Daewoo Shipbuilding & Marine Engineering et lancé le 7 mai 1996. Il a été acquis par la marine sud-coréenne le 29 août 1997 et mis en service le 30 août 1997.